# برقص (حديبو)

تعديل مصدري - تعديل

برقص إحدى قرى مديرية حديبو التابعة لمحافظة سقطرى، بلغ تعداد سكانها 181 نسمة حسب تعداد اليمن لعام 2004.